# 16602 Anabuki
16602 Anabuki este un asteroid din centura principală de asteroizi.

## Descriere
16602 Anabuki este un asteroid din centura principală de asteroizi. A fost descoperit pe 17 martie 1993 la Geisei de Tsutomu Seki. Asteroidul prezintă o orbită caracterizată de o semiaxă mare de 2,28 ua, o excentricitate de 0,12 și o înclinație de 3,4° în raport cu ecliptica.